# キム・ガプス
キム・ガプス（김 갑수、1957年4月7日 - ）は韓国の俳優。身長175cm。本貫は光山金氏。
1977年、劇団「現代劇場」の研究生第1期。1990年『歴史は流れる』でドラマ進出する。1994年『太白山脈』で映画デビュー、青龍映画男優助演賞を受賞。

## 出演作品

### テレビドラマ
- 歴史は流れる
- 輝かしき黎明
- 王と妃（1998年-2000年、KBS） - クォン・ラム役
- 太祖王建（2000年-2002年、KBS） - 宗侃(チョンガン)役
- 東洋劇場（2001年、KBS） - チェ・ドッキョン役
- 太陽の誘惑（2002年、KBS） - チェ社長役
- 純粋の時代（2002年、SBS） - イ・ジョンテ役
- 武人時代（2003年-2004年、KBS） - チェ・チュンホン役
- メリーゴーランド（2003年-2004年、MBC） - ウンギョ姉妹の亡父役
- 英雄時代（2004年-2005年、MBC）
- 海神（2004年-2005年、KBS） - イ・ドヒョン役
- 名家の娘ソヒ（2004年-2005年、SBS） - チョ・ジュング役
- 復活（2005年、KBS） - イ・テジュン役
- 恋愛時代（2006年、SBS） - ユ・ギョン役
- 裸足の青春
- 淵蓋蘇文（2006年-2007年、SBS） - 煬帝役
- 透明人間チェ・ジャンス
- 花咲く春には（2007年、KBS） - イ・ドクス役
- そばにいて（2007年、MBC) - ソ・ジュンソク役
- 彼女がラブハンター（2007年、SBS） - オ・ビョンジク役
- 犬とオオカミの時間（2007年、MBC） - チョン・ハクス役
- よい女ペク・イルホン
- 大王世宗（2008年、KBS） - ファン・ヒ役
- 彼らが生きる世界 (2008年、KBS） - キム・ミンチョル役
- いかさま師（2008年、SBS） - ユ・ヨンマン役
- 紅の魂～私の中のあなた（2009年、MBC） - ペク・ドシク役
- シンデレラのお姉さん（2010年、KBS） - ク・デソン役
- 済衆院（2010年、SBS） - ユ・ヒソ役
- 推奴（2010年、KBS2） - 仁祖役
- トキメキ☆成均館スキャンダル（2010年、KBS） - イ・ジョンム役
- まるごとマイ・ラブ（2010年-2011年、MBC） - キム・ガプス役
- 楽しい我が家（2010年、MBC） - ソン・ウンピル役
- キム・マンドク〜美しき伝説の商人（2010年、KBS） - カン・ゲマン役
- チョン・ウチ（2012年-2013年、KBS） - マ・スク役
- 最高です! スンシンちゃん（2013年、KBS） - シン・ドンヒョク役
- 私の10年の秘密（2013年、SBS） - チェ・グク役
- IRIS2-アイリス2-:ラスト・ジェネレーション（2013年、KBS）
- 感激時代～闘神の誕生（2014年、KBS） - 富山天解役
- 恋愛じゃなくて結婚（2014年、tvN） - コン・スファン役
- アイアンマン（2014年、KBS） - チュ・ジャンウォン役
- 離婚弁護士は恋愛中（2015年、SBS） - ポン・インジェ役
- イニョプの道（2014年-2015年、MBC） - キム・チグォン役
- ディア・ブラッド～私の守護天使（2015年、KBS） - ユ・ソクチュ役
- ミセス・コップ（2015年、SBS） - パク・ドンイル役
- お願い、ママ（2015年、KBS） - イ・ドンチュル役
- 町の弁護士チョ・ドゥルホ（2016年、KBS） - シン・ヨンイル役
- 魔女宝鑑 〜ホジュン、若き日の恋〜（2016年、JTBC） - ホ・ジュン（老年期）役
- 耳打ち～愛の言葉～（2017年、SBS） - チェ・イルファン役
- 今日、妻やめます（2017年-2018年、MBC） - イ・シンモ役
- 恋のステップ～キミと見つめた青い海（2018年、KBS） - イ・ギュホ役
- ミスター・サンシャイン（2018年、tvN） - ファン・ウンサン役
- ヘチ 王座への道（2019年、SBS） - 粛宗役
- 賢い医師生活（2020年、tvN） - チュ・ジョンス役
- 賢い医師生活2（2021年、tvN） - チュ・ジョンス役
- Sweet Home〜俺と世界の絶望〜（2020年、Netflix） - アン・キルソプ役
- 飛べ小川の竜（2020年-2021年、SBS） - キム・ヒョンチュン役
- 今日のウェブトゥーン（2022年、SBS） - ペク・オジン役
- 涙の女王（2024年、tvN） - ホン・マンデ役

### 映画
- 太白山脈
- 激しい恋
- バンジージャンプする
- これが法だ
- KT (映画)　日韓合作
- 箪笥 (映画)
- トンケの蒼い空
- あいつはかっこよかった
- まわし蹴り
- 僕らのバレエ教室
- 恋の潜伏捜査
- 世界で一番美しい別れ
- タイフーン/TYPHOON
- コン・ピルドゥ
- 悪魔を見た